# Watzespitze

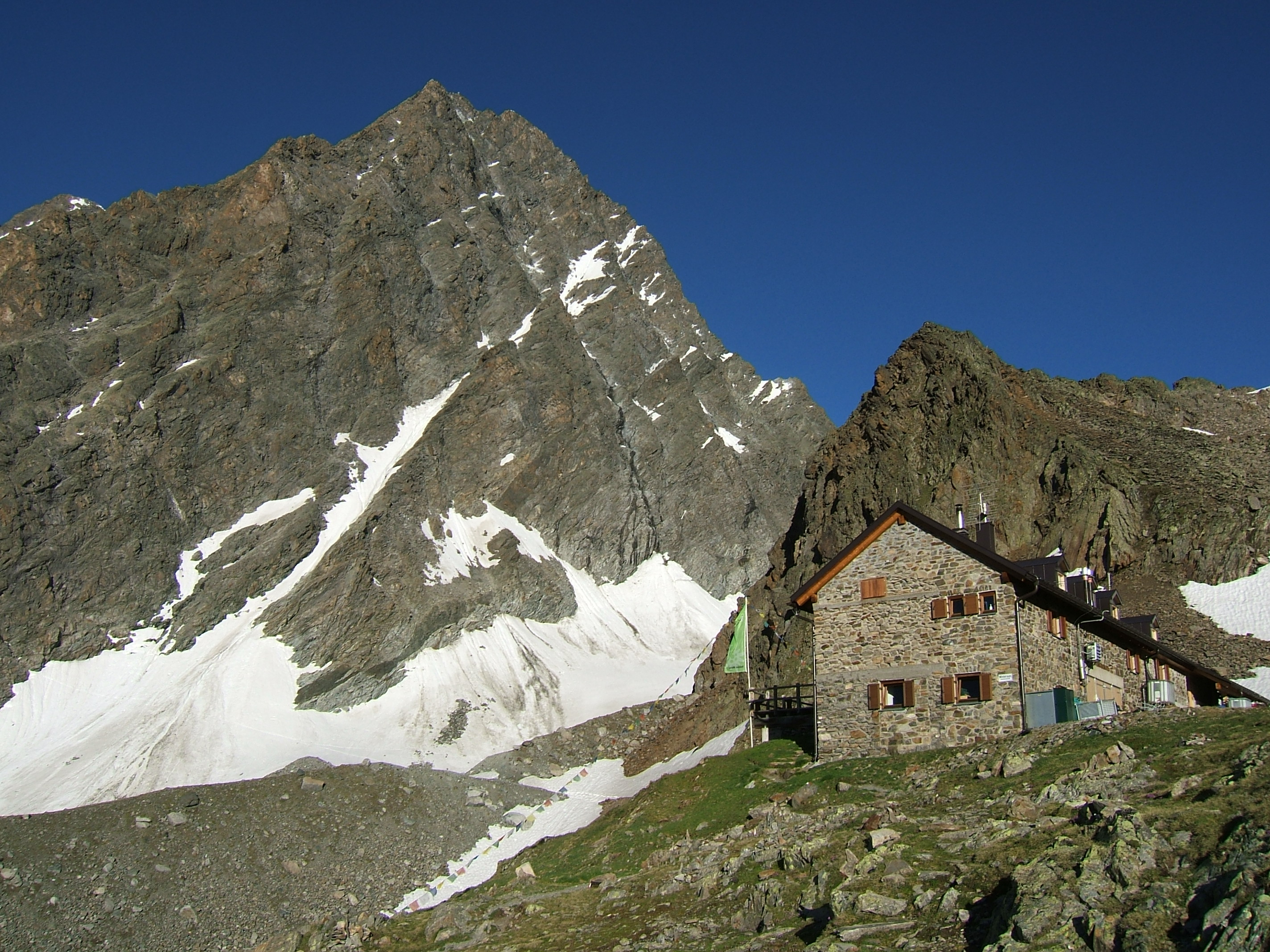
De Watzespitze vanaf de Kaunergrathütte

De Watzespitze, soms ook kortweg Watze of Waze genoemd, is met zijn 3533 meter hoogte de hoogste bergtop van de Kaunergrat, een zijketen van de Ötztaler Alpen in Tirol. De berg heeft ook een zuidelijke top, maar die top ligt met een hoogte van 3502 meter iets lager. De top van de berg wordt omgeven door drie gletsjers, de Madatschferner, de Watzeferner en de Plangeroßferner. Alle beklimmingen van de Watzespitze zijn vrij moeilijk en steil.